# Ferocactus cylindraceus cylindraceus
Ferocactus cylindraceus cylindraceus es una subespecie de Ferocactus cylindraceus de la familia Cactaceae, orden Caryophyllales. La palabra Ferocactus viene del latín ‘Ferus’ salvaje y ‘cactus’ cactácea, es decir, cactáceas con espinas gruesas. La palabra latina ‘cylindraceus’ es por el tallo cilíndrico de la planta. Se le conoce con varios nombres comunes: ‘biznaga barril de Baja California’, ‘biznaga’, ‘biznaga barril cilíndrica’, ‘biznaga barril de California’ (California Barrel Cactus en EE. UU.), ‘jiavuli’ (O'odham) o ‘mojépe siml’ (lengua Seri). Esta es un subespecie de Ferocactus cylindraceus.

## Descripción
Es descrita como una planta simple, rara vez se ramifica o solo cuando es dañada, con tallos cilíndricos de 50 hasta 300 cm de alto y 30 a 50 cm de diámetro, verdes; presenta 18 a 30 costillas, tuberculadas y con surcos transversales inter-areolares. Las areolas cuando jóvenes son ovales, con la edad confluentes tienen 15 a 25 espinas radiales, unas aciculares y dispuestas arriba y debajo de las centrales, otras son espinas setosas flexibles, marginales; las 4 espinas centrales son aplanadas y torcidas, la inferior ancha con la punta curva, todas anuladas, flexuosas, amarillas, rojas, paradas o blancas; espinas glandulares entre las espinas y la región florífera de la areola. Las flores son infundibuliformes, de 4 a 6 cm de largo y diámetro, de color amarillo y con tintes rojizos. El fruto es globoso, con brácteas, de color amarillo. Las semillas son obovoides, foveoladas, de color negro o pardo claro.

## Hábitat
Se desarrolla en pendientes rocosas de montañas y en planicies pedregosas, desde nivel del mar a 1000 m s. n. m., principalmente en matorrales xerófilos.

## Distribución
Es endémica del desierto Sonorense, el cual comprende entre otros estados la parte sur de California y suroeste de Arizona en los EE. UU.; mientras que, abarca la parte noreste de Baja California y la parte noroeste de Sonora, en México.

## Estado de conservación
La subespecie Ferocactus cylindraceus cylindraceus no está evaluada (NE) por la lista roja de la IUCN; sin embargo, la especie Ferocactus cylindraceus se considera como de preocupación menor (LC) por la misma institución. Así mismo se propone en la categoría de protección especial (Pr) en el Proyecto de Modificación de la Norma Oficial Mexicana 059-2015. En CITES se valora en el apéndice II.